# Дембова-Гура-Кольонія
Дембова-Гура-Кольонія (пол. Dębowa Góra-Kolonia) — село в Польщі, у гміні Александрув Пйотрковського повіту Лодзинського воєводства.
Населення — 151 особа (2011).

## Демографія
Демографічна структура станом на 31 березня 2011 року:
|          | Загалом | Допрацездатний вік | Працездатний вік | Постпрацездатний вік |
| -------- | ------- | ------------------ | ---------------- | -------------------- |
| Чоловіки | 81      | 19                 | 57               | 5                    |
| Жінки    | 70      | 16                 | 37               | 17                   |
| Разом    | 151     | 35                 | 94               | 22                   |